# Boro Jovanović
Pour les articles homonymes, voir Jovanović.
Boro Jovanović, né le 21 octobre 1939 à Zagreb et mort dans la même ville le 19 décembre 2023, est un joueur de tennis yougoslave.

## Carrière
Boro Jovanović est né à Zagreb d'une mère est originaire de Sarajevo et d'un père de Sremska Mitrovica. Ce dernier décède en 1941 pendant la Seconde Guerre mondiale, après avoir été dénoncé par des voisins alors qu'il cachait des Partisans.
Son principal fait d'armes est d'avoir atteint la finale du tournoi de Wimbledon 1962 en double avec Nikola Pilić. Ils réalisent un parcours remarquable avec des succès sur les paires McKinley-Ralston en quart de finale puis les favoris et tenants du titre Emerson-Fraser en demie. Le Daily Telegraph le classe en 1963 au 8e rang mondial, année où il parvient en finale des Internationaux d'Italie après des succès sur Nicola Pietrangeli et Roy Emerson. Vainqueur de 18 titres internationaux, il compte notamment des victoires à Alexandrie en 1960, à la Coupe Porée en 1961, Milan en 1963, Pörtschach en 1965 ou encore Viareggio en 1967.
Quart de finaliste des Internationaux de France en 1968, il bat sur son parcours Fred Stolle, vainqueur trois ans plus tôt, Dick Crealy et Gerald Battrick, puis s'incline en trois sets face à Andres Gimeno. Passé professionnel en 1971, il est demi-finaliste à Bruxelles ainsi qu'à Monte-Carlo et Nice l'année suivante. Il joue ensuite deux saisons sur le circuit WCT puis un conflit avec sa Fédération le pousse à prendre sa retraite, étant contraint de jouer une rencontre en URSS alors qu'il ne se considérait pas en condition physique. Cela lui vaudra une interdiction de déplacement à l'étranger de six mois. Il devient ensuite entraîneur.
Sous les couleurs Yougoslaves, il est médaillé d'or en simple et en double avec Nikola Pilić lors des Universiade d'été de 1961. En 1963, il remporté également une médaille d'or en double avec Pilić lors des Jeux méditerranéens, ainsi qu'une médaille de bronze en simple. Il joue pour l'équipe de Yougoslavie de Coupe Davis pendant 15 ans de 1959 à 1974. Associé à Niki Pilić puis Željko Franulović, il totalise 25 sélections.
Le journal Sportske novosti le distingue du prix du meilleur athlète à titre individuel en 1961 et de la meilleure équipe formée avec Pilić en 1962. Il reçoit en 2016 une distinction de la part de la Fédération internationale de tennis pour son investissement en Coupe Davis. La Fédération croate le récompense en 2022 d'un Lifetime Achievement Award pour ses contributions au tennis.

## Palmarès (partiel)

### Titre en simple messieurs
| No | Date       | Nom et lieu du tournoi | Catégorie | Surface      | Finaliste         | Score              |  |
| -- | ---------- | ---------------------- | --------- | ------------ | ----------------- | ------------------ |  |
| 1  | 24-09-1961 | Coupe Porée, Paris     |           | Terre (ext.) | François Jauffret | 6-4, 6-2, 5-7, 6-3 |  |

### Finales en simple messieurs
| No | Date       | Nom et lieu du tournoi                       | Catégorie | Surface      | Vainqueur       | Score              |  |
| -- | ---------- | -------------------------------------------- | --------- | ------------ | --------------- | ------------------ |  |
| 1  | 1962       | Tournoi de tennis de Monte-Carlo, Monaco     |           | Terre (ext.) | Pierre Darmon   | 6-2, 6-1, 6-3      |  |
| 2  | 1963       | Internationaux d'Italie, Rome                |           | Terre (ext.) | Martin Mulligan | 6-2, 4-6, 6-3, 8-6 |  |
| 3  | 1965       | German International Championships, Hambourg |           | Terre (ext.) | Cliff Drysdale  | 6-2, 6-4, 3-6, 6-3 |  |
| 4  | 15-04-1968 | River Oaks Tournament, Houston               |           | Terre (ext.) | Cliff Richey    | 6-4, 6-1, 6-0      |  |

### Finale en double messieurs
| No | Date       | Nom et lieu du tournoi      | Catégorie | Surface      | Vainqueurs             | Partenaire   | Score              |          |
| -- | ---------- | --------------------------- | --------- | ------------ | ---------------------- | ------------ | ------------------ | -------- |
| 1  | 25-06-1962 | The Championships Wimbledon | G. Chelem | Gazon (ext.) | Bob Hewitt Fred Stolle | Nikola Pilić | 6-2, 5-7, 6-2, 6-4 | Parcours |

### Finale en double mixte
| No | Date       | Nom et lieu du tournoi           | Catégorie | Surface      | Vainqueurs                 | Partenaire   | Score    |          |
| -- | ---------- | -------------------------------- | --------- | ------------ | -------------------------- | ------------ | -------- | -------- |
| 1  | 23-08-1965 | Pörtschach Tournament Pörtschach |           | Terre (ext.) | Margaret Smith Robert Howe | Norma Baylon | 6-3, 6-1 | Parcours |

## Parcours dans les tournois duGrand Chelem

### En simple
| Année | Open d'Australie | Open d'Australie | Internationaux de France | Internationaux de France | Wimbledon       | Wimbledon        | US Open         | US Open     |
| ----- | ---------------- | ---------------- | ------------------------ | ------------------------ | --------------- | ---------------- | --------------- | ----------- |
| 1959  | —                | —                | —                        | —                        | 2e tour (1/32)  | Mike Davies      | —               | —           |
| 1960  | —                | —                | 1er tour (1/64)          | Jaroslav Drobný          | 2e tour (1/32)  | Bob Mark         | —               | —           |
| 1961  | —                | —                | 2e tour (1/32)           | Fred Stolle              | 1er tour (1/64) | Pierre Darmon    | —               | —           |
| 1962  | 2e tour (1/16)   | Rob Kilderry     | 1/8 de finale            | R. Krishnan              | 1er tour (1/64) | Orlando Sirola   | 1er tour (1/64) | Bill Lenoir |
| 1963  | —                | —                | 1er tour (1/64)          | P. Rodríguez             | 2e tour (1/32)  | José Luis Arilla | —               | —           |
| 1964  | —                | —                | 3e tour (1/16)           | J-E. Lundqvist           | 1er tour (1/64) | K. Wooldridge    | —               | —           |
| 1965  | —                | —                | 2e tour (1/32)           | Cliff Drysdale           | —               | —                | —               | —           |
| 1966  | —                | —                | —                        | —                        | —               | —                | —               | —           |
| 1967  | —                | —                | 3e tour (1/16)           | Roy Emerson              | 1er tour (1/64) | Abe Segal        | —               | —           |
| 1968  | —                | —                | 1/4 de finale            | Andrés Gimeno            | —               | —                | —               | —           |
| 1969  | —                | —                | 1er tour (1/64)          | Stan Smith               | —               | —                | —               | —           |
| 1970  | —                | —                | 1er tour (1/64)          | Péter Szőke              | —               | —                | —               | —           |
| 1971  | —                | —                | 1er tour (1/64)          | Jean-Paul Meyer          | —               | —                | —               | —           |
| 1972  | —                | —                | —                        | —                        | —               | —                | —               | —           |
| 1973  | —                | —                | 1/8 de finale            | Jan Kodeš                | 1er tour (1/64) | Syd Ball         | —               | —           |
| 1974  | —                | —                | 1er tour (1/64)          | Adriano Panatta          | —               | —                | —               | —           |

N.B. : à droite du résultat se trouve le nom de l'ultime adversaire.

### En double (partiel)
| Année | Open d'Australie | Open d'Australie | Internationaux de France  | Internationaux de France | Wimbledon                  | Wimbledon                | US Open | US Open |
| ----- | ---------------- | ---------------- | ------------------------- | ------------------------ | -------------------------- | ------------------------ | ------- | ------- |
| 1962  | —                | —                | —                         | —                        | Finale Niki Pilić          | Bob Hewitt Fred Stolle   | —       | —       |
| 1963  | —                | —                | —                         | —                        | 1/8 de finale Niki Pilić   | W. Knight M. Sangster    | —       | —       |
| 1967  | —                | —                | —                         | —                        | 1er tour (1/32) Niki Pilić | Roy Emerson Ken Fletcher | —       | —       |
| 1968  | —                | —                | 2e tour (1/16) Franulović | A. Gimeno P. Gonzales    | —                          | —                        | —       | —       |
| 1969  | —                | —                | 2e tour (1/16) Franulović | Roy Emerson Rod Laver    | —                          | —                        | —       | —       |
| 1972  | —                | —                | 2e tour (1/16) V. Zedník  | Thomaz Koch J. Mandarino | —                          | —                        | —       | —       |

N.B. : le nom du ou de la partenaire se trouve sous le résultat ; le nom des ultimes adversaires se trouve à droite.

### En double mixte
| Année | Open d'Australie | Open d'Australie | Internationaux de France | Internationaux de France | Wimbledon                      | Wimbledon                 | US Open | US Open |
| ----- | ---------------- | ---------------- | ------------------------ | ------------------------ | ------------------------------ | ------------------------- | ------- | ------- |
| 1961  | -                | -                | -                        | -                        | 2e tour (1/32) Gloria Butler   | Pat Hird G. Sanders       | -       | -       |
| 1963  | -                | -                | -                        | -                        | 1/4 de finale Jeanine Lieffrig | Lesley Bowrey Fred Stolle | -       | -       |

Sous le résultat, le partenaire ; à droite, l’ultime équipe adverse.